# Хабібулла-хан Бача-і-Сакао
Хабібулла Бача-і-Сакао тобто Хабібулла Син Водоноса (19 січня 1890 Калакан, Кабул, Емірат Афганістан — 2 листопада 1929 Кабул, Королівство Афганістан) — емір Афганістану у 1928 році, родом з простої сім'ї, який прийшов до влади у результаті народного повстання.

## Ранні роки
Хабібулла народився у 1890 році в кишлаку Калакан на північ від Кабула, у родині водоноса, таджика за національністю. Внаслідок цього він отримав прізвисько Сакао, а за Хабібуллою закріпилось прізвисько Бача-і Сакао (тобто син водоноса). У дитинстві Хабібуллу віддали на навчання до місцевого мулли, однак через непокірність і прямоту характеру його невдовзі виставили з медресе і на все життя залишився неграмотним. До 1919 року він працював у саду Хусайнкоста, який належав тодішньому міністру фінансів Хусейн-хану. У 1920 році Хабібулла за призовом пішов в армію, прослуживши два роки. Потім він упродовж деякого часу воював проти радянської влади у Середній Азії в одному з загонів басмачів Енвер-паші. У 1924 році Хабібуллу знову призвали до армії для проходження резервної служби. Тоді він брав участь у придушенні заколоту в Південній провінції та був нагороджений за зразкову службу орденом Хедмат.
Того самого року він залишив свою частину зі зброєю і з того часу почав вважатись дезертиром. Історія ця дуже темна і неясна. За одним з оповідань, Хабібулла застрелив якогось відомого бандита, за голову якого уряд обіцяв 6 000 рупій. Однак начальник кабульського котвалі (штабу безпеки міста), до якого він звернувся по кошти, бажаючи привласнити цю суму, кинув Хабібуллу до в'язниці й оголосив, що вбивство бандита — заслуга його людей. Невдовзі Хабібуллі вдалось утекти з в'язниці та з цього часу йому доводилось переховуватись.

## Повстання проти Аманулли-хана
У 1928 році король Афганістану Аманулла-хан повернувся з поїздки до Європи (включаючи СРСР), і привіз із собою цілий комплекс соціальних та культурних змін для населення Афганістану. Зокрема, все населення Афганістану мало носити європейський одяг. У той самий час з'явились фотографії королеви Сорая Тарзі без чадри та у європейському наряді. Це зустріло різке неприйняття у афганців, і пуштунські племена виступили за вигнання Аманулли-хана з дружиною з Афганістану. Повстання проти Аманулли-хана охопило провінцію Лагман, і Хабібулла виявився у самому його центрі, об'єднавши таджиків та гільзаїв. За голову Хабібулли було призначено винагороду, еквівалентну $10 000. Хабібулла на чолі повстанців почав наступ на Кабул з півночі, повстання охоплювало всю країну, і сили повстанців почали підходити до Кабула і з півдня.
У січні 1929 року Аманулла-хан був змушений передати владу своєму брату Інаятуллі-хану і втекти. Ще за кілька днів, 17 січня Інаятулла-хан здав Кабул повстанцям без особливого кровопролиття, і Хабібулла був проголошений еміром.

## На чолі держави
Першим же своїм указом Хабібулла скасував європейський одяг і закрив всі школи для жінок. Упродовж свого короткого правління Хабібулла проявив себе як послідовний борець із західним способом життя. Свою резиденцію він очистив від усього європейського, зокрема, від посаджених на західний лад квітів.

## Падіння і смерть
Становище Хабібулли як лідера повстання, яке здобуло перемогу, було хитким, проти нього виступив Надір-шах, якого підтримали пуштунські племена східного Афганістану, а англійці дали йому зброю. 13 жовтня 1929 року Надір-шах захопив Кабул. Хабібулла втік з Кабула, але був схоплений і побитий камінням.